# Theodor Laurezzari
Theodor Alphons Laurezzari (* 18. Mai 1880 in Hamburg; † unbekannt) war ein deutscher Ruderer.

## Biografie
Bei den Olympischen Spielen 1900 wurden auf der Seine in Paris erstmals olympische Wettkämpfe im Rudern ausgetragen. Der Germania Ruder-Club aus Hamburg entsandte einen Achter, die Crew bestand aus: Gustav Goßler, Oskar Goßler, Ernst Jencquel, Edgar Katzenstein, Walther Katzenstein, Theodor Laurezzari, Waldemar Tietgens und Arthur Warncke, sowie Alexander Gleichmann von Oven als Steuermann. Die Crew erreichte das Finale, für diesen Lauf wurde der Steuermann Gleichmann von Oven durch einen jüngeren und 45 Pfund leichteren Unbekannten ausgetauscht. Der deutsche Achter beendete das Rennen als Letzter und belegte somit den vierten Rang.